# Gonomyia (Leiponeura) hedys
Gonomyia (Leiponeura) hedys is een tweevleugelige uit de familie steltmuggen (Limoniidae). De soort komt voor in het Oriëntaals gebied.